# Волконский, Григорий Константинович Кривой
Князь Григо́рий Константи́нович Волко́нский по прозванию Криво́й (ок. 1560 — 1634) — окольничий, наместник, воевода и дипломат во времена правления Фёдора Ивановича, Бориса Годунова, Смутное время, Василия IV Ивановича Шуйского и Михаила Фёдоровича.
Представитель княжеского рода Волконских. Второй сын Константина Романовича Волконского, брат воевод Фёдора и Михаила Волконских.

## Биография
Впервые упомянут (1591), когда он во время русско-шведской войны 1590—1595 во главе стрельцов разбил шведский отряд, занявший Сумский острог на Белом море. После этого он совершил поход в подвластные шведам земли и вернулся оттуда в Соловецкий монастырь с богатой добычей. Посланник в Турции (1593). Воевода Мценска (1594). Проходил службу на Засечной черте, оборонял русские земли от крымских набегов (1598). Воевода Белёва (1599), Белгорода (1601). Вместе с дьяком Андреем Ивановым правил посольство в Крым к Казы-Гирею (1601-1602). Царь Борис Годунов высоко оценил успешное завершение этого посольства, вернув Волконскому изъятые при Иване Грозном земли его предков на реке Волкони в Алексинском уезде. В последующие годы он — воевода в Путивле, Ливнах (1604) и Брянске.
Во время правления Лжедмитрия I находился в Москве, встречал Марину Мнишек (1606). Царь Василий Шуйский, направил его вместе с дьяком Андреем Ивановым в Польшу в звании Елатомского наместника (1606) с чрезвычайно важной дипломатической миссией. Необходимо было дипломатическое признание польским правительством нового царя, пришедшего к власти после убийства самозванца (который, как известно, поддерживался поляками и признавался за истинного сына Ивана Грозного). Уже при пересечении границы Волконский столкнулся с угрозой продолжения самозванческой интриги. Польский пристав говорил русским послам: «государь ваш Дмитрей, которого вы сказываете убитого, жив и теперь в Сендомире у воеводины жены» (то есть у жены Юрия Мнишка, воеводы Сандомирского, который сам в то время находился в русском плену). Волконский отвечал приставу, что объявивший себя царём Дмитрием — самозванец, и скорее всего «Михалко Молчанов» (бежавший из Москвы приспешник Лжедмитрия). По просьбе русских послов польский пристав дал словесный портрет претендента на роль царя Дмитрия; русские послы объявили, что Молчанов именно таков лицом, а «прежний вор расстрига» выглядел иначе. Последовавшие официальные переговоры были очень сложными, но завершились в целом успешно: новое русское правительство получило признание.
Во время восстания Болотникова, Волконский и Андрей Иванов правили ещё одно посольство в Польшу (возвращение в Москву — 18 февраля 1607). Воевода в Болохове (1607).

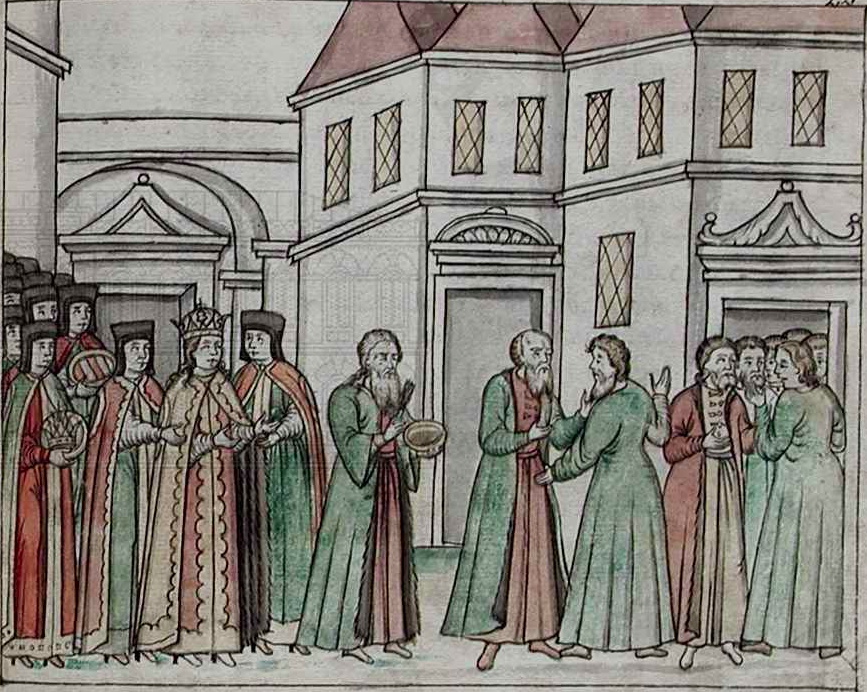
"А затем шли царевнины друшки боярин Михайло Борисович Шеин да князь Роман княж Петров сын Пожарской. Да перед государыней шли напред по сторонам окольничей князь Григорей Константинович Волконской да дьяк Иван Болотников, и берегли пути, чтоб никто не переходил".

Второй воевода Передового полка в бою у Медвежьего брода (1608), оборонял Москву от Лисовского (1609). Воевода в Новгороде, сражался на Ладоге со шведами, во время осады Новгородского кремля, где сидели шведы, товарищ  Шереметьева (1610).
Воевода в Кашире (1614), вновь возглавлял посольства в Крым и Польшу (1614), за что пожалован Михаилом Фёдоровичем в окольничие (01 сентября 1615).
Во время московского похода королевича Владислава (1618), второй воевода, под началом Д. М. Пожарского. Защищал Можайск, а потом был при охране местности от Тверских до Петровских ворот (1618). Вскоре Пожарский серьёзно заболел и по приказу царя передал командование Волконскому, который в новой своей роли действовал пассивно и нерешительно. Сперва он безуспешно пытался помешать запорожскому войску гетмана Сагайдачного переправиться через Оку, а затем и вовсе заперся в Коломне. Сагайдачный со своими запорожцами беспрепятственно двинулся дальше и (20 сентября 1618) соединился у Донского монастыря с польскими войсками Владислава. Волконский со своим отрядом прибыл в Москву до начала осады и принял участие в обороне столицы, снова под началом Пожарского. Поляки начали штурм (01 октября 1618) и дошли до Арбатских ворот, но были отбиты.
Был во Мценске при размене пленными (1625). Имеются предположения, что князь Григорий Константинович был родным дядей (по матери) Евдокии Лукьяновны Стрешневой, второй жены царя Михаила Фёдоровича, и поэтому ему была отведена весьма почётная роль на царской свадьбе (5 (15) февраля 1626). Когда царь пришёл в Золотую палату и послал царевниных дружек сказать царевне идти на место в Грановитую палату, то впереди шёл князь Григорий Константинович «беречь путь», чтобы никто не переходил, а за ним шёл Благовещенский поп, Иван Наседка, и кропил святой водою. Когда же царь с государыней вышли из дворца и пошли до аргамака и до саней, чтобы идти к венчанию в соборную церковь Успения, за санями государыни шёл князь Григорий Константинович, а когда она из саней вышла, то сел на её место. Местничал с С.В. Колтовским (1627).
Ведал Челобитный и Казачий приказы (с 1628-1634). Был в Туле для разбора дворян и детей боярских (1631).
Послан в Валуйки для размена пленных с крымцами, но не доехав до Тулы скончался († 02 марта 1634).

## Служба в приказах
Сохранились документы, свидетельствующие о действиях Г. К. Волконского в роли приказного судьи; некоторые из них имеют точную дату, другие могут быть датированы в пределах сентябрьского года «от сотворения мира». В совокупности эти данные рисуют такую картину служебных перемещений:
- Казачий приказ: 22 июня 1617 г.; 25 июня 1618 г.
- Пушкарский приказ: 29 сентября 1621 г.; 7130 г., между 1 сентября 1621 г. и 31 августа 1622 г.; 11 декабря 1622 г.
- Челобитный приказ: 11 сентября 1627 г.; 7137 г., между 1 сентября 1628 г. и 31 августа 1629 г.; 7138 г., между 1 сентября 1629 г. и 20 ноября того же года (последняя дата застаёт Г. К. Волконского уже в Казачьем приказе)
- Казачий приказ: 20 ноября 1629 г.; 6 июля 1631 г.; 22 сентября 1631 г.;
- Челобитный приказ: 21 марта 1632 г.
- Челобитный приказ: 7141 г., между 1 сентября 1632 г. и 31 августа 1633 г.
- Казачий приказ: 7141 г., между 1 сентября 1632 г. и 31 августа 1633 г.
- Казачий приказ: 7142 г., между 1 сентября 1633 г. и 22 апреля 1634 г. (последняя дата застаёт Г. К. Волконского уже в Челобитном приказе)
- Челобитный приказ: 22 апреля 1634 г.
- Разбойный приказ: ноябрь 1632 г.

Таким образом, Волконский попеременно руководил работой четырёх приказов (1618-1632).

## Семья
Имел детей:
- Князь Волконский Иван Григорьевич — бездетный, из стольников патриарха Филарета пожалован в царские стольники (12 марта 1629).
- Княжна Ирина Григорьевна († 1673) — замужем за князем Василием Ивановичем Хилковым.
- Княжна Анастасия Григорьевна — замужем за боярином Василием Васильевичем Бутурлиным.

## Критика
А.А. Милорадович, в своей статье в Русском архиве, приписывает ему жену Анну Андреевну урождённую Зюзину и очень много дочерей.